# Orde van Militaire Verdienste (Canada)
De Canadese Orde van Militaire Verdienste (er zijn in de Wereld tientallen Ridderorden met deze naam) werd in 1972 ingesteld als een beloning voor die Canadese militairen die zich onderscheiden door "meer inzet dan vereist was". In het Engels heet dat "dedication and devotion beyond the call of duty". 
De Orde heeft drie graden.
- De Koningin van Canada is de Soevereine van de Orde

- De Gouverneur-generaal is Kanselier en Commandeur van de Orde.

- Commandeur (Commander)

De Commandeurs dragen een gouden kleinood aan een lint om de hals. Achter hun naam plaatsen zij de letters "C.M.M."
- Officier (Officer)

De Officieren dragen hun gouden kleinood aan lint met een gouden gesp op de linkerborst.Achter hun naam plaatsen zij de letters "O.M.M"
en
- Lid (Member)

De Leden dragen hun zilveren kleinood aan lint met een zilveren gesp op de linkerborst.Achter hun naam plaatsen zij de letters "M.M.M." 
Het kleinood is een blauw geëmailleerd kruis met een medaillon waarop een rood, gouden of zilveren Canadees esdoornblad staat afgebeeld.Op de rode ring staat "Merit - Mérite - Canada" geschreven. Op de bovenste arm van het kruis is de Kroon van Sint Edward afgebeeld.
Het lint van de Orde is blauw met gouden randen.

## Andere militaire onderscheidingen
- De Decoratie van de Canadese Strijdkrachten (Canadian Forces Decoration)
- De Medaille voor Verdienste (Meritorious Service Medal)
- Canadese Vredestaken Medaille (Canadian Peacekeeping Service Medal)
- Het Canadese Victoria Cross

## Andere Canadese Ridderorden
- De Orde van Canada
- De Orde van Verdienste van de Politie

en in de provincies
- De Orde van Uitmuntendheid (Alberta Order of Excellence)
- De Orde van Brits-Columbia (Order of British Columbia)
- De Orde van Manitoba (Order of Manitoba)
- De Orde van New Brunswick (Order of New Brunswick)
- De Orde van Newfoundland en Labrador (Order of Newfoundland and Labrador)
- De Orde van Nova Scotia (Order of Nova Scotia)
- De Orde van Ontario (Order of Ontario)
- De Orde van Prince Edward Island (Order of Prince Edward Island)
- De Nationale Orde van Quebec (National Order of Québec)
- De Orde van Saskatchewan (Saskatchewan Order of Merit)
- De Orde van Polaris (Yukon Territory Order of Polaris)